# Discord.py
discord.py(ディスコードドットピーワイ)は、Discord上でBotを作成するためのPythonのライブラリ。PyPI上で公開されており、pipを使うことによってダウンロードできる。

## 機能
discord.pyは非同期処理ライブラリのaiohttpを用い、WebSocketによってDiscordと接続・通信を行う。
関数1つをイベントリスナー1つとして認識させることでそれぞれのコードを独立させ、見やすさを保っている。

## 例
基本的なコード:
```
import
 
discord

intents
 
=
 
discord
.
Intents
.
default
()

client
 
=
 
discord
.
Client
(
intents
=
intents
)

@client
.
event

async
 
def
 
on_ready
():

    
print
(
f
'We have logged in as 
{
client
.
user
}
'
)

    

client
.
run
(
'your token here'
)
 
#Discord Developer Portalからボットのトークンを取得して置き換える

```

$helloから始まるメッセージにHello!と返すコード:
```
import
 
discord

intents
 
=
 
discord
.
Intents
.
default
()

intents
.
message_content
 
=
 
True
 

client
 
=
 
discord
.
Client
(
intents
=
intents
)

@client
.
event

async
 
def
 
on_ready
():

    
print
(
f
'We have logged in as 
{
client
.
user
}
'
)

@client
.
event

async
 
def
 
on_message
(
message
):

    
if
 
message
.
author
 
==
 
client
.
user
:
 
#メッセージの送信者が自分自身の場合何もしない

        
return

    
if
 
message
.
content
.
startswith
(
'$hello'
):
 
#$helloからメッセージが始まる場合Hello!と送る

        
await
 
message
.
channel
.
send
(
'Hello!'
)

    

client
.
run
(
'your token here'
)
 
#Discord Developer Portalからボットのトークンを取得して置き換える

```

## 歴史

### バージョン0.x(async)
Discordで初のPythonラッパーとして作成されたdiscord.pyは、discord.jsなど他のライブラリに影響を受けている。
なお非同期処理を利用して書かれたこのバージョンはasyncと呼ばれている。

### バージョン1.x(rewrite)
バージョンを1.0にするに伴って全てのコードの書き直しが行われたため、1.x系はrewriteとよばれている。バージョン1.x系で現在も変わらない基本的な構造が構築された。
2021年8月、開発を停止することを発表。理由は「discordの対応や杜撰なインタラクション関連機能に疲弊して」ということだった。その後Pycordやnextcordなどの後発ライブラリが出てきた。

### バージョン2.0から現在
開発者のDanny氏にはどれも満足いかないものだったため、約半年後の2022年5月に開発再開を発表。スラッシュコマンドやコンポーネントに対応したバージョン2.0が公開され、現在も開発が続いている。